# Heinrich Reichel (Mediziner)
Heinrich Reichel (* 15. Oktober 1876 in Wels, Oberösterreich; † 31. März 1943 in Graz) war ein österreichischer Hygieniker.

## Leben
Seine Eltern waren Anton Reichel (1843–1884) und Carolin (1851–1914). Sein Bruder war der spätere Grafiker Carl Anton Reichel. Sein Vater stammte aus einer Hennersdorfer Bauernfamilie und war Notar in Grieskirchen. Nach dessen frühen Tod an einer vermeintlichen Syphiliserkrankung übernahm sein Onkel, der Anatom Carl Rabl, Heinrichs Vormundschaft.
Heinrich Reichel war verheiratet mit Cäcilia (geb. Rosenauer), der Ehe entstammen neun Kinder, einer seiner Söhne war Erwin Reichel, seine Tochter Hertha heiratete Erwin Wascher, seine Tochter Ottilie Hermann Derschmidt.
Heinrich Reichel studierte von 1895 bis 1901 Medizin in Wien, ab 1899 in Heidelberg beim Psychiater Emil Kraepelin. Nach seiner Promotion am 12. Juni 1901 wollte er sich der Psychiatrie widmen und setzte seine Ausbildung bei Wilhelm Wundt am Fechner-Institut in Leipzig fort. Hier erkannte er, dass er sich nicht auf Psychiatrie spezialisieren wollte.
1902 leistete er als Hilfsarzt Spitaldienst im Kaiser-Franz-Josef-Spital, wo er sich unter Max von Gruber der Hygiene zuwandte. 1903 wurde er am Hygienischen Institut der Universität Wien Assistent und Schüler von Roland Graßberger, der ihn 1903/04 nach Straßburg sandte. 1910 wurde er habilitiert und 1914 zum außerordentlichen Professor ernannt.
Als Hygieniker im Ersten Weltkrieg war seine Aufgabe die Seuchenbekämpfung am östlichen Kriegsschauplatz.
In der Zwischenkriegszeit wandte sich sein Interesse den Fragen der Rassenhygiene und angrenzenden Wissensgebieten wie soziale Hygiene, Rassenbiologie und Familienforschung zu. Er wurde Mitglied der von Otto Reche gegründeten Wiener Gesellschaft für Rassenpflege, die mit der Deutschen Rassenhygienischen Gesellschaft unter dem befreundeten Alfred Ploetz in Verbindung stand, und 1928 Mitglied der International Federation of Eugenic Organizations (IFEO).
Reichel hielt zwischen 1923 und 1930 für die Ausbildung von Turnlehrern an österreichischen Universitäten die freiwillige, gut besuchte Lehrveranstaltung ‚Rassenhygiene‘ und setzte sich für die Zwangssterilisation von „Geisteskranken und Menschen mit verbrecherischen Anlagen“ ein. Auch hielt Reichel 1933 Vorträge über Eugenik für alle Wiener Maturanten. Im November 1925 war er Mitbegründer der Wiener Gesellschaft für Mikrobiologie und 1928 des „Österreichischen Bunds für Volksaufartung und Erbkunde“ (ÖBVE) in Wien.
Reichel war der erste, dem es gelang, die Eugenik teilweise universitär zu institutionalisieren. An der Universität Graz war er von 1933 bis 1942 ordentlicher Professor der Hygiene. Am dortigen Hygienischen Institut gründete er eine bevölkerungspolitische Arbeitsstelle, in der auch Rudolf Polland wirkte. Zu seinen Schülern zählen Friedrich Stumpfl, Karl Thums und Herwigh Rieger.
Sein Forschungsbereich waren medizinisch-mathematische Grenzgebiete, Desinfektionsmethoden und zu Fragen der Volksgesundheit der Zusammenhang mit Nikotin- und Alkoholsucht. Auf der Sitzung des Ärztevereins im Jahr 1934 plädierte er gegen aktive Euthanasie. Mit seiner Schrift „Die Stellung der Rassenhygiene zur Hygiene und Medizin“ (1935) wurde er Mitbegründer dieses Lehrfachs.
Reichels Position während der Zeit des Nationalsozialismus war ambivalent. Er war jedoch weder Mitglied der NSDAP, noch war er als Sterilisationsgutachter nominiert.

## Veröffentlichungen
- Die Hauptaufgaben der Rassenhygiene in der Gegenwart. 1922.
- Entkeimung. In: Handbuch der mikrobiologischen Technik. 1923.
- Familien- und Erbforschung am Beispiele von Goethes Blutsverwandtschaft. 1926.
- mit K. Spiro: Ionenwirkung und Antagonismus der Ionen. 1927.
- mit K. Spiro: Protoplasmagift. 1927.
- Volksernährung, Alkohol : Tatsachen und Reformgedanken. 1930.
- Grundlagen der Vererbungswissenschaft und Eugenik. Acht Vorträge von Prof. Dr. Heinrich Reichel Wien und ein Vortrag von Prof. Dr. Hermann Muckermann Berlin gehalten in der "Ravag", im Rahmen der "Stunde für Volksgesundheit" Wien 1930 (Im Selbstverlag der Wiener Gesellschaft für Rassenpflege, Heft  3).
- Probleme der Wohnungshygiene. In: Beiträge zur städtischen Wohn- und Siedelwirtschaft. Band 177; 1930, S. 25–36.
- Desinfektions- und Sterilisationslehre. 1931.
- Über die Thermo- und Aktinoresistenz der Bakterien. 1931.
- Welches sind heute die dringlichsten Forderungen der Rassenhygiene. In: Wiener klinische Wochenschrift. Jg. 47, 1934.
- Gesunder Nachwuchs. 1935.
- Die wichtigsten methematischen Methoden bei der Bearbeitung von Versuchsergebnissen und Beobachtungen. 1938.